# 墨西哥證券交易所
墨西哥證券交易所（西班牙語：Bolsa Mexicana de Valores，縮寫：BMV，有時簡稱墨西哥證交所）是墨西哥國內的唯一證券交易所，總部位於墨西哥城改革大道。主要業務是擁有及經營墨西哥的股票交易所與期貨交易所，以及其有關的結算所。
直至2012年，墨西哥證券交易所有大約466間公司在此上市，總市值超過5250億美元，其中三十五間處於IPC指數中的公司都在墨西哥證交所上市。墨西哥證交所目前是拉丁美洲第二大（繼巴西BM&F Bovespa之後）及全美洲第五大的證交所之一。
墨西哥證交所市場交易時間為每周一至周五。上午8:30至下午3:00為資本市場交易時段，上午8:00至下午2:30為債務工具交易時段，周六、周日和墨西哥證交所公告的休市日市場休市。

## 相關題目
- 世界證券交易所列表
- 墨西哥經濟
- 墨西哥披索

## 外部連結
- 墨西哥證券交易所官方網站 （页面存档备份，存于）
- 墨西哥證券交易所官方日誌
- 聖文森特和格林納丁斯證券交易所 (SVGEX)[永久]